# Рельєф і геологічна будова Тихого океану
Рельєф і геологічна будова Тихого океану

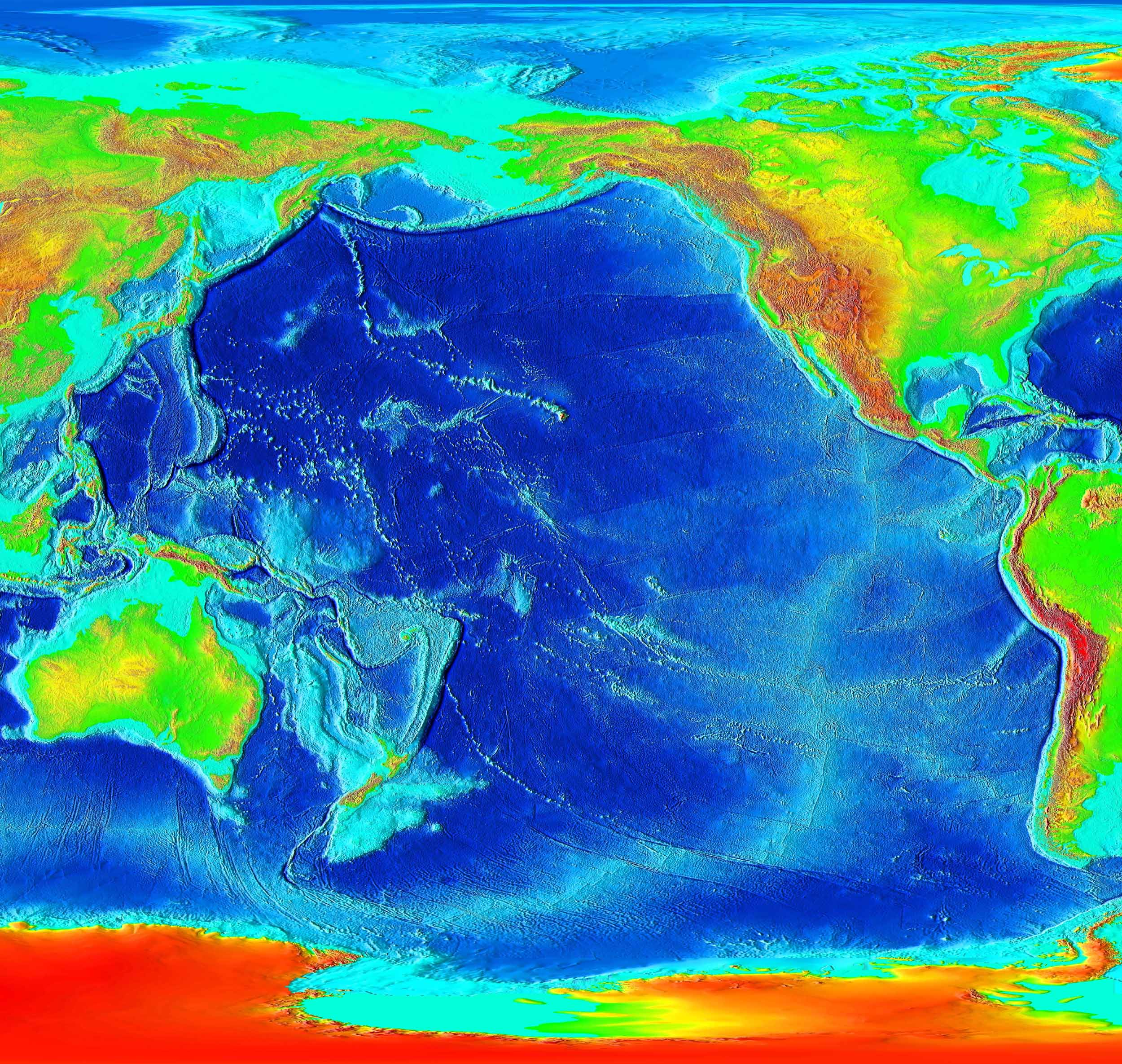
Карта глибин Тихого океану

## Шельф
У межах Тихого океану в околичних морях і вздовж узбережжя Антарктиди розвинений широкий (до декількох сотень км) шельф. Біля берегів Америки шельф дуже вузький — до декількох км. Глибина шельфу 100–200 м, біля узбережжя Антарктиди — до 500 м. На північно-захід від острова Седрос розташована своєрідна область підводної околиці Північної Америки (Каліфорнійський бордерленд), представлена системою підводних гряд і улоговин. Материковий схил від брівки шельфу круто опускається до пелагічних глибин, середня крутизна схилу 3-7°, макс. 20-30°. Активні околиці континентів обрамовують океан з півночі, заходу і сходу, формуючи специфічні перехідні зони підсуву літосферних плит. На півночі і заході перехідні зони являють собою поєднання околичних морів, острівних дуг і глибоководних западин. Більшість околичних морів утворилася внаслідок розсування, що розвивалося між острівними дугами і прилеглими континентальними масивами (спрединг). У деяких випадках зони спредингу пройшли краєм континентальних масивів і їх уламки були відсунені і відділені від континентів околичними морями (Нова Зеландія, Японія). Острівні дуги, що обрамовують моря, являють собою гряди вулканів, обмежені з боку океану глибоководними жолобами вузькими (десятки км) глибокими (від 5-6 до 11 км) і протяжними депресіями. Зі східної сторони океан обрамовується активною околицею континенту, де океанічна плита безпосередньо підсувається під континент. Вулканізм, пов'язаний з субдукцією, розвивається безпосередньо на околиці континенту.

## Ложе
У межах ложа океану виділяється система активних серединно-океанічних хребтів (рифтових систем), розташованих асиметрично по відношенню до навколишніх континентів. Основний хребет складається з декількох ланок: на півночі — Експлорер, Хуан-де-Фука, Горда, південніше за 30° пн. ш. — Східно-Тихоокеанське підняття. Виділяються також Галапагоська і Чилійська рифтові системи. Швидкість розсування хребтів перевищує 5 см/рік, іноді до 16-18 см/рік. Ширина осьової частини хребта декілька км (екструзивна зона), глибина в середньому 2500-3000 м. На відстані близько 2 км від осі хребта дно розбите системою скидів і ґрабенів (тектонічна зона). На віддаленні 10-12 км тектонічна активність практично припиняється, схил хребта поступово переходить в прилеглі глибоководні улоговини ложа. Глибина базальтового ложа океану збільшується при віддаленні від осі хребта до зон субдукції одночасно із збільшенням віку океанської кори. Для ділянок ложа океану з максимальним віком ложа близько 150 млн років характерні глибини близько 6000 м. Ложе океану системою піднять та хребтів розбите на улоговини (Північно-Західну, Північно-Східну, Центральну, Східно-Маріанськую, Західно-Каролінську, Східно-Каролінську, Меланезійську, Південну, Беллінсгаузена, Гватемальську, Перуанську, Чилійську та інш.). Рельєф дна улоговин головним чином хвилястий. Близько 85% площі займають дуже пологі горби висотою до 500 м. Більшість піднять, хребтів, острівних систем мають вулканічне походження (острови: Гавайські, Кокос, Каролінські, Маршаллові, Гілберта, Тувалу, Лайн, Фенікс, Токелау, Кука, Тубуаї, Маркізькі, Туамоту, Галапагос і інш.). Вулканічні породи, які їх складають, більш молоді, ніж породи ложа океану.

## Океанічна кора
Розріз океанської кори представлений (знизу вгору) кумулятивним комплексом дунітів і місцями серпентинізованих піроксенітів, однорідною або розшарованою товщею габро, базальтовим шаром (потужність близько 2 км), що складається з дайкового комплексу і підводних лав, над базальтовим шаром залягає осадовий чохол. При віддаленні від хребта збільшується вік ложа океану і потужність осадових відкладів. У відкритому океані потужність відкладів 100–150 м і збільшується в північному та західному напрямках, в екваторіальній зоні потужності відкладів — до 500–600 м. Різко збільшені потужності осадів (до 12-15 км) у основи континентального схилу і в околичних морях, що є пастками осадового матеріалу, який поставляється з суші.

## Відклади
Вздовж континентів розвинені теригенні відклади (у високих широтах льодовикові і берегові, в помірних — флювіогенні, в аридних — еолові). У пелагіалі океану на глибинах до 4000 м розвинені карбонатні форамініферові і кокколітові, в помірних зонах — крем'янисті діатомітомові мули. Глибше, в межах екваторіальної високопродуктивної зони, вони змінюються крем'янистими радіолярієвими і діатомовими осадами, а в тропічних низькопродуктивних зонах — червоними глибоководними глинами. Вздовж активних околиць в осадах присутні домішки вулканогенного матеріалу. Осади серединно-океанічних хребтів і їх схилів збагачені оксидами і гідроксидами заліза і марганцю.